# Bubble Bobble Plus!
Bubble Bobble Neo! (バブルボブル Neo!?, Baburu Boburu Neo!) e Bubble Bobble Plus! sono due versioni di un remake del 2009 del videogioco arcade a piattaforme Bubble Bobble del 1986.
Bubble Bobble Neo! è stato pubblicato sul servizio di download Xbox Live Arcade per Xbox 360 in Giappone il 5 agosto 2009 e in Nord America il 16 settembre 2009.
Bubble Bobble Plus! per WiiWare è stato distribuito in Giappone (come Bubble Bobble Wii) il 10 febbraio 2009, nelle regioni PAL il 10 aprile 2009 e in Nord America il 25 maggio 2009.

## Modalità di gioco
Come nel gioco originale, il giocatore dovrà sconfiggere tutti i nemici presenti nei livelli intrappolandoli in bolle e facendole scoppiare.
La modalità standard del gioco presenta i due personaggi originali Bub e Bob (due draghetti verde e blu rispettivamente), mentre la modalità "Arrange" aggiunge i personaggi femminili Peb e Pab (draghetti di colore giallo e rosa rispettivamente) consentendo quindi di giocare al massimo in 4 giocatori.
Sono disponibili diverse modalità di gioco:
- modalità standard: contiene i 100 livelli del gioco originale. È possibile giocare in uno o due giocatori
- modalità "Arrange": contiene 100 livelli, di cui alcuni nuovi e altri molto simili a quelli del gioco originale ma con una grafica più moderna. È possibile giocare al massimo in 4 giocatori
- modalità standard "Super": ripropone i tutti i livelli della modalità standard con una difficoltà maggiore
- modalità "Arrange Super": ripropone tutti i livelli della modalità Arrange con una difficoltà maggiore

Inoltre, per Bubble Bobble Plus! sono stati pubblicati due pacchetti di contenuti scaricabili che sbloccavano due nuove modalità ("Expert 1" ed "Expert 2"), ciascuna costituita da 50 livelli più difficili e un boss finale diverso. Anche queste nuove modalità supportano un massimo di quattro giocatori.

## Accoglienza
Bubble Bobble Plus! ha ricevuto generalmente recensioni positive.
N-Europe ha elogiato il titolo, affermando di aver trovato un'ampia scelta di contenuti, mentre i pacchetti scaricabili erano a prezzi ragionevoli e aumentavano di molto la difficoltà rispetto ai livelli standard. Pertanto il gioco ha ricevuto una valutazione di 8/10.
IGN ha lodato la grafica del gioco affermando che "Bubble Bobble è un gioco classico ma la grafica e il gameplay di questa versione potrebbero benissimo essere stati realizzati per PS1".
Robert Townslend di Game Informer ha dichiarato: "Il gioco di Bubble Bobble è stato ripetuto mille volte, ma ciò non lo rende meno divertente ogni volta che ne esce uno nuovo."